# Maria de Ventadorn
Maria de Ventadorn o Ventedorn, in it. Maria di Ventadorn in fr. Marie de Ventadour (... – 1222) è stata una mecenate, trobairitz della poesia trobadorica alla fine del XII secolo francese.

## Biografia

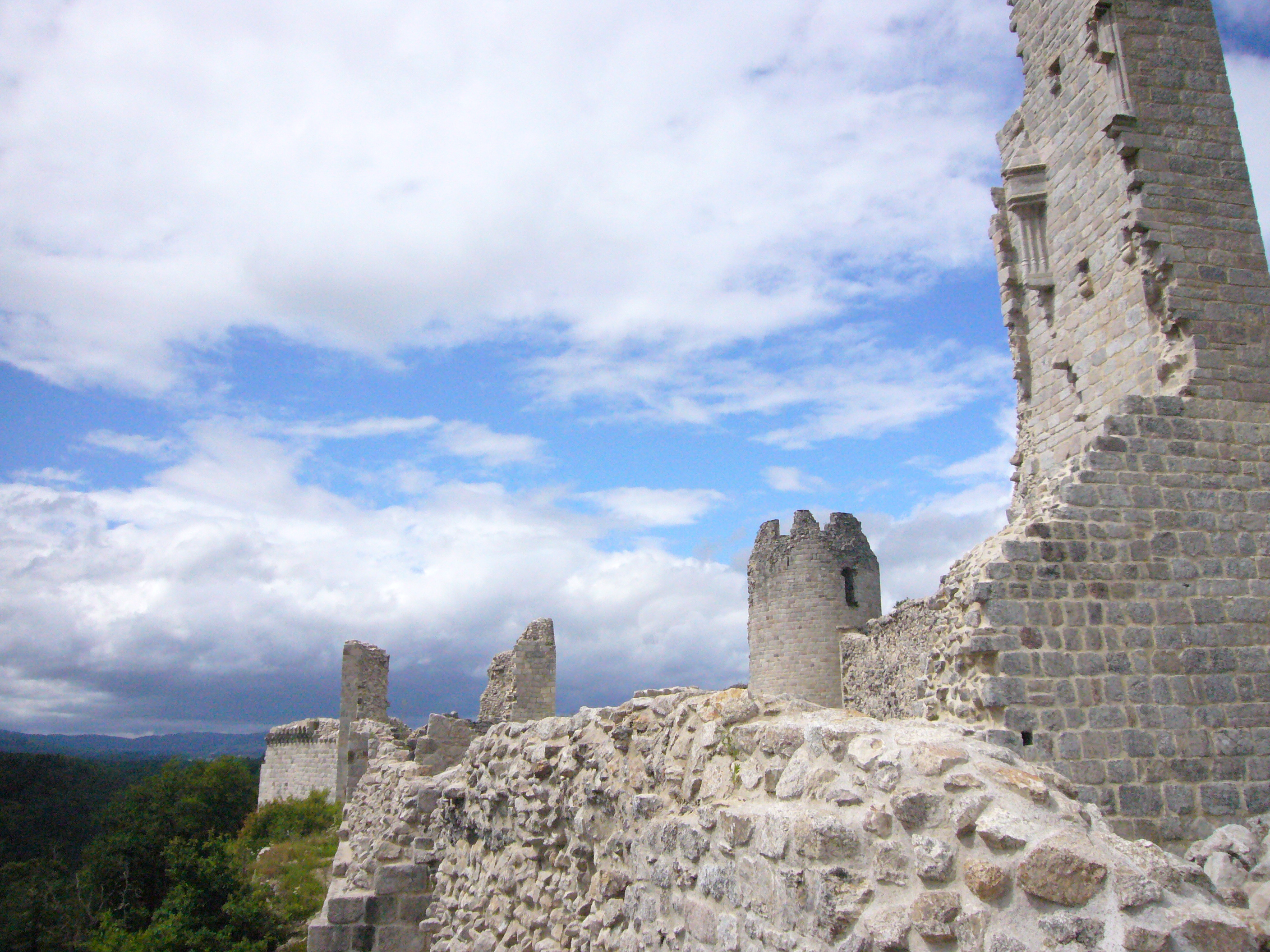
Rovine del castello di Ventadour

Era una de las tres de Torena ("le tre di Turenna", le tre figlie del visconte Raimondo II di Turenna e di Elisa di Séverac) le quali, secondo Bertran de Born, possedevano tota beltat terrena, "tutta la bellezza terrena". La sua data di nascita rimane incerta, mentre è possibile che morisse nel 1222. Il suo nome viene variamente ricordato come Maria di Turenna e Margherita di Turenna. Sposò il visconte Eble V di Ventadour (Corrèze, Francia), con il quale ebbe un figlio, Eble (VI) (sposatosi poi con Dauphine de la Tour d'Alvernia), e una figlia, Alix o Alasia. Quest'ultima sposò Roberto d'Alvernia, conte di Clermont, un pronipote di Dalfi d'Alvernha.
Il marito di Maria era il nipote di Eble III (mecenate del primo importante trovatore Bernart de Ventadorn), e il pronipote di Eble le chanteur, che si credeva fosse stato tra i creatori del genere. Maria è indicata, o almeno menzionata, nell'opera di molti trovatori compresi Gaucelm Faidit, il Monaco di Montaudon, Gausbert de Puicibot, Pons de Capduelh, Guiraut de Calanso, Bertran de Born e Gui d'Ussel. Secondo un commentario poetico incluso nella biografie dei trovatori, Ugo IX di Lusignano era il "cavaliere" di Maria (era sos cavalliers).
Maria de Ventadorn viene elencata come trobairitz in forza di una sola tenzone o scambio poetico (datata 1197 ca.), i cui versi alternati sono apparentemente composti da lei e da Gui d'Ussel. La questione che ha dato luogo alla discussione era questa: una volta che un uomo sia riuscito nella sua richiesta di essere accettato come amante di una signora, diventa quindi suo pari o rimane suo servitore? Maria opterà per la seconda.
Tenso con Gui d'Uissel
          [Maria de Ventadorn]

          Gui d'Uissel, be-m pesa de vos,

          car vos etz laissatz de chantar!

          E car vos i volgra tornar,

          per que sabetz d'aitals razos,

          vuoill qe-m digatz si deu far egalmen

          dompna per drut, qan lo qier francamen,

          cum el per lieis tot qant taing ad amor

          segon los dreitz que tenon l'amador.

          [Gui d'Uissel]

          Dompna Na Maria, tenssos

          e tot cant cujava laissar!

          Mas aoras non puosc estar

          qu'ieu non chant als vostres somos!

          E respon vos de la dompna breumen

          que per son drut deu far comunalmen

          cum el per lieis ses garda de ricor:

          qu'en dos amics non deu aver major.

          [...]